# Washington Cruz

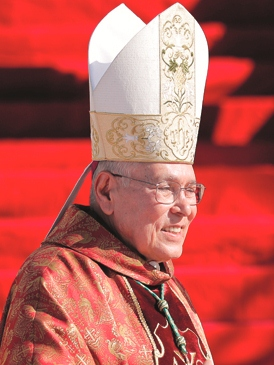
Washington Cruz (2018)

Washington Cruz CP (* 25. Mai 1946 in Itabuna) ist ein brasilianischer Ordensgeistlicher und emeritierter  römisch-katholischer Erzbischof von Goiânia.

## Leben
Washington Cruz trat der Ordensgemeinschaft der Passionisten bei und empfing am 25. Juli 1971 die Priesterweihe.
Papst Johannes Paul II. ernannte ihn am 10. Februar 1987 zum Bischof von São Luís de Montes Belos. Der Weihbischof in São Salvador da Bahia, Thomas William Murphy CSsR, spendete ihm am 9. Mai desselben Jahres die Bischofsweihe; Mitkonsekratoren waren Estanislau Arnoldo Van Melis CP, Altbischof von São Luís de Montes Belos, und Geraldo Claudio Luiz Micheletto Pellanda CP, Bischof von Ponta Grossa. Als Wahlspruch wählte er Praedicamus Crucifixum.
Am 8. Mai 2002 wurde er zum Erzbischof von Goiânia ernannt.
Papst Franziskus nahm am 9. Dezember 2021 seinen altersbedingten Rücktritt an.